# 건담 빌드 다이버즈
《건담 빌드 다이버즈》(일본어: ガンダムビルドダイバーズ, 영어: Gundam Build Divers)는 선라이즈의 건담 프랜차이즈를 기반으로 한 일본의 로봇 애니메이션 시리즈다. 2018년 4월 3일부터 9월 25일까지 TV 도쿄에서 방영됐고, 대한민국에서는 같은 해 12월 5일부터 재능TV에서 방영되었다.

## 개요
네트워크 게임 「건프라 배틀 넥서스 온라인(GBN)」이 인기를 누리는 세계. 주인공의 미카미 리쿠는 GBN 왕좌 쿠죠 코우야의 건프라 배틀을 목격한 것으로 GBN에 매료된다. 친구인 히다카 유키오와 동급생 야시로 모모카와 함께 GBN의 플레이어 「다이버」가 된 리쿠는 애기의 건담 더블오 다이버와 함께 많은 만남과 모험을 경험한다. 그리고 어느날 더블오가 망가지게 되자 미카미 리쿠는 더블오 스카이로 개조를 하여 GBN에서 큰 활약을 한다.

## 한국판 목소리 출연
- 심규혁: 릭(닉)
- 은정: 유우
- 우정신: 모모
- 이보희: 사라
- 정재헌: 카일, 오우거
- 김채하: 나미
- 김연우: 아미
- 최승훈: 마기
- 임채헌: 타이거 울프
- 전태열: 샤흐리야르
- 남도형: 쿠퍼 코브
- 김혜성: 롬멜